# Euphoria (sång)
Euphoria är en sång skriven av Thomas G:son och Peter Boström, som i originalversion med den svenska sångerskan Loreen vann Eurovision Song Contest 2012 dit den kvalificerat sig efter seger i  Melodifestivalen 2012.
Den 4 februari 2012 tog sig Euphoria vidare från den första deltävlingen av Melodifestivalen i Växjö och gick direkt till finalen i Globen i Stockholm den 10 mars. I finalen fick låten flest röster från både juryn och allmänheten och vann därmed tävlingen.
Den 24 maj samma år, i den andra semifinalen av Eurovision Song Contest, framförde Loreen sin låt som där kvalificerade sig för finalen som hölls två dagar senare. Väl där vann det svenska bidraget hela tävlingen överlägset med en sammanlagd poängsumma av 372.
| ”                   | Det som lockar med låten tycker jag är att det finns en mix av stor artistisk integritet och en kommersiell paketering. Det låter lättillgängligt samtidigt som det omfattas av Loreens ganska introverta konstnärlighet och integritet. | „ |
| – Christer Björkman | |   |

Singeln släpptes den 26 februari 2012, dagen efter den fjärde och sista deltävlingen. Låten toppade genast Itunes Store försäljningslista i Sverige. Den 2 mars 2012 kom "Euphoria" in på plats 12 på Sverigetopplistan, högst av totalt fem melodifestivalbidrag som kom in på listan. Den 4 mars 2012 kom den direkt in på första plats på Digilistan. Den 9 mars tog sig sången upp på första plats på Sverigetopplistan där den sedan låg etta sex veckor i rad. Den 15 mars gick Euphoria in på första plats på Finlands singellista. Den 13 maj 2012 gick melodin in på Svensktoppen. Singeln kommer att finnas med på Loreens debutalbum Heal. Även Alex Moreno Remixen på Euphoria sålde guld och tog sig till 3:e plats på Itunes danslista i Sverige. Remixen hamnade även på första plats på Scandinavian Dance Chart i fem veckor i rad. 

## Historik
Inför Melodifestivalen 2012 hade Danny Saucedo blivit erbjuden både "Shout It Out" och "Euphoria" men han valde senare att istället framföra "Amazing".

## Versioner
Euphoria (Singel - Digital nedladdning)
1. "Euphoria" (Singelversion) – 3:01
2. "Euphoria" (Karaokeversion) – 3:01
3. "Euphoria" (Instrumental) – 2:59

Euphoria (Bootleg Remixer)
1. "Euphoria" (LuzNegra Bootleg) - 3:19

Euphoria Remixer (EP - Digital nedladdning)
1. "Euphoria" (Carli Remix) – 5:43
2. "Euphoria" (Alex Moreno Remix) – 6:39
3. "Euphoria" (Alex Moreno Remix Radio Edit) – 3:24
4. "Euphoria" (Singelversion) – 3:01

Euphoria Lucas Nord Remix (Singel - Digital nedladdning)
1. "Euphoria" (Lucas Nord Remix) – 6:01
2. "Euphoria" (Lucas Nord Remix Radio Edit) – 3:48

Euphoria (CD Maxi)
1. "Euphoria" - 3:01
2. "Euphoria" (Carli Remix Version) - 5:43
3. "Euphoria" (Alex Moreno Remix Version) - 6:39
4. "Euphoria" (Carli Dub Version) - 5:44
5. "Euphoria" (Alex Moreno Remix Radio Edit) - 3:24
6. "Euphoria" (Carli Remix Radio Edit) - 3:50
7. "Euphoria" (Instrumental Version) - 3:00

Euphoria 2013
1. "Euphoria 2013" - 4:12
2. "Euphoria 2013" (Instrumental) - 4:10

## Listplaceringar

### Nationella singellistor
| Lista (2012)        | Topplacering |
| ------------------- | ------------ |
| Australien          | 36           |
| Belgien (Flandern)  | 1            |
| Belgien (Vallonien) | 14           |
| Danmark             | 1            |
| Estland             | 3            |
| Finland             | 1            |
| Frankrike           | 34           |
| Irland              | 1            |
| Island              | 1            |
| Nederländerna       | 2            |
| Norge               | 1            |
| Schweiz             | 1            |
| Spanien             | 2            |
| Sverige             | 1            |
| Storbritannien      | 3            |
| Tyskland            | 1            |
| Österrike           | 1            |

### Placeringar i Sverige
| Plats | 12 | 1 | 1 | 1 | 1 | 1 | 1 | 2 | 2 | 5 | 6 | 6 | 8 | 2 | 2 | 4 | 5 | 5 | 7 | 8 | 7 | 9 | 11 | 12 | 12 |

### Övriga listor
| Lista (2012)                  | Topplacering | Notering                                                    |
| ----------------------------- | ------------ | ----------------------------------------------------------- |
| Digilistan                    | 1            | Officiell nedladdningslista (topp 60)                       |
| Suomen virallinen latauslista | 1            | Officiell nedladdningslista (topp 30)                       |
| Media Forest                  | 3            | Radiospelningar (topp 10)                                   |
| Romanian Top 100              | 54           | Radiospelningar (topp 100)                                  |
| Lista de Radio Musical        | 1            | Radiospelningar (topp 50)                                   |
| Euro Airplay Top 100          | 15           | Radiospelningar (topp 100), baserad på 29 europeiska länder |
| Click2Dance                   | 2            | Saknar beskrivning                                          |
| Lithuania Top 40              | 4            | Saknar beskrivning                                          |
| Tophit                        | 107          | Saknar beskrivning                                          |
| Eesti Radio Sky Plus Top 40   | 1            | Saknar beskrivning                                          |
| Euro Digital Top 200          | 75           | Den mest nedladdade låten i 16 europeiska länder.           |

### iTunes
| Lista (2012)                 | Topplacering |
| ---------------------------- | ------------ |
| Sverige, iTunes Store        | 1            |
| Finland, iTunes Store        | 1            |
| Estland, iTunes Store        | 1            |
| Litauen, iTunes Store        | 1            |
| Norge, iTunes Store          | 1            |
| Cypern, iTunes Store         | 1            |
| Grekland, iTunes Store       | 1            |
| Malta, iTunes Store          | 1            |
| Danmark, iTunes Store        | 1            |
| Belgien, iTunes Store        | 1            |
| Tyskland, iTunes Store       | 1            |
| Spanien, iTunes Store        | 1            |
| Irland, iTunes Store         | 1            |
| Luxemburg, iTunes Store      | 1            |
| Nederländerna, iTunes Store  | 1            |
| Österrike, iTunes Store      | 1            |
| Schweiz, iTunes Store        | 1            |
| Storbritannien, iTunes Store | 1            |
| Lettland, iTunes Store       | 1            |
| Rumänien, iTunes Store       | 1            |
| Slovenien, iTunes Store      | 1            |
| Slovakien, iTunes Store      | 3            |
| Portugal, iTunes Store       | 7            |
| Frankrike, iTunes Store      | 9            |
| Italien, iTunes Store        | 10           |
| Australien, iTunes Store     | 15           |
| Bulgarien, iTunes Store      | 22           |

### Spotify
| Lista (2012)      | Topplacering |
| ----------------- | ------------ |
| Sverige, Spotify  | 1            |
| Finland, Spotify  | 2            |
| Norge, Spotify    | 6            |
| Danmark, Spotify  | 94           |
| Spotify (Världen) | 1            |

## Album
- Melodifestivalen 2012 [CD] (2 mars 2012)[52]
- Absolute Dance Spring 2012 (14 mars 2012)[53]
- Melodifestivalen 2012 [DVD] (28 mars 2012)[54]
- Absolute Music 69 (28 mars 2012)[55]
- Absolute Kidz 32 (4 april 2012)[56]
- NRJ Summer Party 2012 (2 maj 2012)[57]
- Eurovision Song Contest - Baku 2012 (16 maj 2012)[58]
- Rix Fm Festival 2012 (16 maj 2012)[59]

## Andra versioner
- Den 30 maj 2012 spelades låten av Högvakten på Stockholms slott.[60]
- Bengt Hennings spelade 2012 in sången på albumet Scenen är vår.[61]
- I finalen av Melodifestivalen 2013 framförde Loreen låten tillsammans med Adolf Fredriks musikklasser med teckenspråkstolkning från Manillaskolan, den versionen släpptes senare för digital nedladdning.[62]
- Sverrir Bergmann & Halldór Gunnar spelade 2012 in sången på albumet Föstudagslögin.
- Gavin Mikhail spelade in sången på albumet "Some Die Young".
- Helen Sjöholm sjöng en svensk version Euforia i Så mycket bättre (säsong 11) 2020.